# Vertikal och horisontell
Vertikal och horisontell är två riktningar som är rätvinkliga mot varandra.
- Vertikal
- Horisontell
- Horisontalplan